# Station Piaseczno Gołków
Station Piaseczno Gołków is een spoorwegstation in de Poolse plaats Piaseczno.